# Saturn Awards 2009
La 35ª edizione dei Saturn Awards si è svolta il 25 giugno 2009 a Burbank in California, per premiare le migliori produzioni cinematografiche del 2008. 

## Vincitori e candidati
I vincitori sono indicati in grassetto, a seguire gli altri candidati.

### Film

#### Miglior film di fantascienza
- Iron Man, regia di Jon Favreau[2]
- Ultimatum alla Terra (The Day the Earth Stood Still), regia di Scott Derrickson
- Eagle Eye, regia di D. J. Caruso
- L'incredibile Hulk (The Incredible Hulk), regia di Louis Leterrier
- Indiana Jones e il regno del teschio di cristallo (Indiana Jones and the Kingdom of the Crystal Skull), regia di Steven Spielberg
- Jumper - Senza confini (Jumper), regia di Doug Liman

#### Miglior film fantasy
- Il curioso caso di Benjamin Button (The Curious Case of Benjamin Button), regia di David Fincher[3]
- Le cronache di Narnia - Il principe Caspian (The Chronicles of Narnia: Prince Caspian), regia di Andrew Adamson
- Hancock, regia di Peter Berg
- Spiderwick - Le cronache (The Spiderwick Chronicles), regia di Mark Waters
- Twilight, regia di Catherine Hardwicke
- Wanted - Scegli il tuo destino (Wanted), regia di Timur Bekmambetov

#### Miglior film horror
- Hellboy: The Golden Army (Hellboy II: The Golden Army), regia di Guillermo del Toro[4]
- E venne il giorno (The Happening), regia di M. Night Shyamalan
- La mummia - La tomba dell'Imperatore Dragone (The Mummy: Tomb of the Dragon Emperor), regia di Rob Cohen
- Quarantena, regia di John Erick Dowdle
- Splinter, regia di Toby Wilkins
- The Strangers, regia di Bryan Bertino

#### Miglior film d'azione/avventura/thriller
- Il cavaliere oscuro (The Dark Knight), regia di Christopher Nolan[5]
- Changeling, regia di Clint Eastwood
- Gran Torino, regia di Clint Eastwood
- Quantum of Solace, regia di Marc Forster
- Traitor - Sospetto tradimento (Traitor), regia di Jeffrey Nachmanoff
- Operazione Valchiria (Valkyrie), regia di Bryan Singer

#### Miglior attore
- Robert Downey Jr. - Iron Man
- Christian Bale - Il cavaliere oscuro (The Dark Knight)
- Tom Cruise - Operazione Valchiria (Valkyrie)
- Harrison Ford - Indiana Jones e il regno del teschio di cristallo (Indiana Jones and the Kingdom of the Crystal Skull)
- Brad Pitt - Il curioso caso di Benjamin Button (The Curious Case of Benjamin Button)
- Will Smith - Hancock

#### Miglior attrice
- Angelina Jolie - Changeling
- Julianne Moore - Blindness - Cecità (Blindness)
- Cate Blanchett - Il curioso caso di Benjamin Button (The Curious Case of Benjamin Button)
- Maggie Gyllenhaal - Il cavaliere oscuro (The Dark Knight)
- Gwyneth Paltrow - Iron Man
- Emily Mortimer - Transsiberian

#### Miglior attore non protagonista
- Heath Ledger - Il cavaliere oscuro (The Dark Knight)
- Aaron Eckhart - Il cavaliere oscuro (The Dark Knight)
- Shia LaBeouf - Indiana Jones e il regno del teschio di cristallo (Indiana Jones and the Kingdom of the Crystal Skull)
- Jeff Bridges - Iron Man
- Woody Harrelson - Transsiberian
- Bill Nighy - Operazione Valchiria (Valkyrie)

#### Miglior attrice non protagonista
- Tilda Swinton - Il curioso caso di Benjamin Button (The Curious Case of Benjamin Button)
- Joan Allen - Death Race
- Charlize Theron - Hancock
- Judi Dench - Quantum of Solace
- Olga Kurylenko - Quantum of Solace
- Carice van Houten - Operazione Valchiria (Valkyrie)

#### Miglior attore emergente
- Jaden Smith - Ultimatum alla Terra (The Day the Earth Stood Still)
- Brandon Walters - Australia
- Lina Leandersson - Lasciami entrare (Låt den rätte komma in)
- Dev Patel - The Millionaire (Slumdog Millionaire)
- Catinca Untaru - The Fall
- Freddie Highmore - Spiderwick - Le cronache (The Spiderwick Chronicles)

#### Miglior regia
- Jon Favreau - Iron Man[6]
- Andrew Stanton - WALL•E
- Bryan Singer - Operazione Valchiria (Valkyrie)
- Christopher Nolan - Il cavaliere oscuro (The Dark Knight)
- Clint Eastwood - Changeling
- David Fincher - Il curioso caso di Benjamin Button (The Curious Case of Benjamin Button)
- Steven Spielberg - Indiana Jones e il regno del teschio di cristallo (Indiana Jones and the Kingdom of the Crystal Skull)

#### Miglior sceneggiatura
- Christopher Nolan e Jonathan Nolan - Il cavaliere oscuro (The Dark Knight)
- Mark Fergus, Hawk Ostby, Art Marcum e Matt Holloway - Iron Man
- Eric Roth - Il curioso caso di Benjamin Button (The Curious Case of Benjamin Button)
- David Koepp e John Kamps - Ghost Town
- J. Michael Straczynski - Changeling
- John Ajvide Lindqvist - Lasciami entrare (Let the Right One In)

#### Miglior costumi
- Mary Zophres - Indiana Jones e il regno del teschio di cristallo (Indiana Jones and the Kingdom of the Crystal Skull)
- Joanna Johnston - Operazione Valchiria (Valkyrie)
- Lindy Hemming - Il cavaliere oscuro (The Dark Knight)
- Deborah Hopper - Changeling
- Isis Mussenden - Le cronache di Narnia - Il principe Caspian (The Chronicles of Narnia: Prince Caspian)
- Catherine Martin - Australia

#### Miglior trucco
- Greg Cannom - Il curioso caso di Benjamin Button (The Curious Case of Benjamin Button)
- Mike Elizalde - Hellboy: The Golden Army (Hellboy II: The Golden Army)
- Greg Nicotero e Paul Engelen - Le cronache di Narnia - Il principe Caspian (The Chronicles of Narnia: Prince Caspian)
- John Caglione Jr. e Conor O'Sullivan - Il cavaliere oscuro (The Dark Knight)

#### Migliori effetti speciali
- Nick Davis, Chris Corbould, Tim Webber e Paul Franklin - Il cavaliere oscuro (The Dark Knight)
- Eric Barba, Steve Preeg, Burt Dalton e Craig Barron - Il curioso caso di Benjamin Button (The Curious Case of Benjamin Button)
- Pablo Helman e Dan Sudick - Indiana Jones e il regno del teschio di cristallo (Indiana Jones and the Kingdom of the Crystal Skull)
- John Nelson, Ben Snow, Dan Sudick e Shane Mahan - Iron Man
- Michael J. Wassel, Adrian De Wet, Andrew Chapman e Eamonn Butler - Hellboy - The Golden Army
- Dean Wright e Wendy Rogers - Le cronache di Narnia - Il principe Caspian (The Chronicles of Narnia: Prince Caspian)

#### Miglior colonna sonora
- James Newton Howard e Hans Zimmer - Il cavaliere oscuro (The Dark Knight)
- Clint Eastwood - Changeling
- Alexandre Desplat - Il curioso caso di Benjamin Button (The Curious Case of Benjamin Button)
- Ramin Djawadi - Iron Man
- John Powell - Jumper - Senza confini (Jumper)
- John Ottman - Operazione Valchiria (Valkyrie)

#### Miglior film d'animazione
- WALL•E, regia di Andrew Stanton
- Bolt - Un eroe a quattro zampe (Bolt), regia di Chris Williams, Byron Howard
- Ortone e il mondo dei Chi (Horton Hears a Who!), regia di Jimmy Hayward e Steve Martino
- Kung Fu Panda, regia di Mark Osborne e John Stevenson
- Madagascar 2 (Madagascar: Escape 2 Africa), regia di Eric Darnell, Tom McGrath
- Star Wars: The Clone Wars, regia di Dave Filoni

#### Miglior film internazionale
- Lasciami entrare (Låt den rätte komma in), regia di Tomas Alfredson ( Svezia)
- In Bruges - La coscienza dell'assassino (In Bruges), regia di Martin McDonagh ( Regno Unito)
- The Millionaire (Slumdog Millionaire), regia di Danny Boyle ( Regno Unito/ India)
- Transsiberian, regia di Brad Anderson ( Spagna/ Germania/ Regno Unito/ Lituania)

### Televisione

#### Miglior serie televisiva trasmessa da una rete
- Lost
- Heroes
- Terminator: The Sarah Connor Chronicles
- Fringe
- Life on Mars
- Supernatural

#### Miglior serie televisiva trasmessa via cavo
- Battlestar Galactica
- The Closer
- Dexter
- Leverage - Consulenze illegali (Leverage)
- Star Wars: The Clone Wars
- True Blood

#### Miglior presentazione televisiva
- The Librarian 3 - La maledizione del calice di Giuda (The Librarian: Curse of the Judas Chalice)
- 24: Redemption
- The Andromeda Strain
- Breaking Bad
- The Last Templar
- Jericho

#### Miglior attore televisivo
- Edward James Olmos - Battlestar Galactica
- Bryan Cranston - Breaking Bad
- Matthew Fox - Lost
- Timothy Hutton - Leverage - Consulenze illegali (Leverage)
- Noah Wyle - The Librarian 3 - La maledizione del calice di Giuda (The Librarian: Curse of the Judas Chalice)
- Michael C. Hall - Dexter

#### Miglior attrice televisiva
- Mary McDonnell - Battlestar Galactica
- Lena Headey - Terminator: The Sarah Connor Chronicles
- Jennifer Love Hewitt - Ghost Whisperer
- Evangeline Lilly - Lost
- Anna Paquin - True Blood
- Kyra Sedgwick - The Closer
- Anna Torv - Fringe

#### Miglior attore non protagonista televisivo
- Adrian Pasdar - Heroes
- Henry Ian Cusick - Lost
- Thomas Dekker - Terminator: The Sarah Connor Chronicles
- Michael Emerson - Lost
- Josh Holloway - Lost
- Milo Ventimiglia - Heroes

#### Miglior attrice non protagonista televisiva
- Jennifer Carpenter - Dexter
- Summer Glau - Terminator: The Sarah Connor Chronicles
- Yunjin Kim - Lost
- Elizabeth Mitchell - Lost
- Hayden Panettiere - Heroes
- Katee Sackhoff - Battlestar Galactica

#### Miglior guest star in una serie televisiva
- Jimmy Smits - Dexter
- Kristen Bell - Heroes
- Alan Dale - Lost
- Kevin Durand - Lost
- Robert Forster - Heroes
- Sonya Walger - Lost

### Home media

#### Miglior edizione DVD/Blu-ray (film)
- Jack Brooks: Monster Slayer
- Fritt vilt
- Le morti di Ian Stone (The Deaths of Ian Stone)
- Resident Evil: Degeneration (Biohazard: Degeneration)
- Starship Troopers 3 - L'arma segreta (Starship Troopers 3: Marauder)
- Stuck

#### Miglior edizione speciale DVD/Blu-ray
- The Mist
- Il patto dei lupi (Le Pacte des loups)
- Dark City
- Il cavaliere oscuro (The Dark Knight)
- L.A. Confidential
- Zodiac

#### Miglior edizione DVD/Blu-ray di un film classico
- Psyco (Psycho)
- Casablanca
- Schegge di follia (Heathers)
- Nightmare Before Christmas (The Nightmare Before Christmas)
- Il ritratto di Dorian Gray (The Picture of Dorian Gray)
- La bella addormentata nel bosco (Sleeping Beauty)

#### Miglior collezione DVD/Blu-ray
- The Godfather: The Coppola Restoration
- Abbott & Costello
- Dirty Harry
- Ghost House Underground Eight Film Collection
- Mystery Science Theater 3000
- Planet of the Apes 40th Anniversary Collection

#### Miglior edizione DVD/Blu-ray (serie TV)
- Moonlight
- Doctor Who - stagione 4
- Heroes - stagione 2
- Lost - stagione 4
- Reaper - In missione per il Diavolo (Reaper) - stagione 1
- Torchwood - stagione 2
- I Tudors (The Tudors) - stagione 2

#### Miglior edizione DVD/Blu-ray di una serie TV passata
- Gli invasori (The Invaders) - stagione 1 e 2
- Columbo: Mystery Movie Collection 1990
- Early Edition - stagione 1
- The Incredible Hulk
- Missione Impossibile (Mission: Impossible) - stagione 4 e 5
- Spaced

## Premi speciali
- Life Career Award:
  - Lance Henriksen
  - Leonard Nimoy
- Visionary Award: Jeffrey Katzenberg per l'avanzamento nella tecnologia 3D